# Rappahannock
Els rappahannock són un dels onze tribus reconegudes estatalment d'amerindis de Virgínia. Es compon de descendents de diverses petites tribus algonquines que es van fusionar en el segle xvii.

## Història

### Seglexvii
En 1607, els rappahannock eren la tribu dominant de la vall del riu Rappahannock, tenien tretze llogarets al llarg del nord i sud dels bancs del riu que porta el seu nom. La seva vila capital va ser Topahanocke (o Tappahannock). Eren un grup perifèric dins de la Confederació Powhatan. A la primavera d'aquest any, quan es va difondre la notícia dels exploradors navegant pel riu James,el seu weroance va organitzar una partida i va anar allí. Es van quedar amb els seus cosins els Quiockohannock, i van enviar un missatge sol·licitant audiència amb els nouvinguts. El weroance i els exploradors es van reunir el 4 de maig.
George Percy va escriure una vívida descripció del weroance, am el seu cos pintat de color carmesí, i el rostre pintat de blau esquitxat de plata. Portava una corona de color vermella de pèl de cérvol lligada al voltant del seu nus de pèl i una planxa de coure a l'altra banda, amb dues plomes disposades com banyes, i arracades fetes d'urpes d'aus guarnides amb metall groc. Quan el weroance va arribar a la riba, estava tocant una flauta. Va acompanyar als exploradors al seu campament després d'una cerimònia de tabac. Els colons estaven confosos sobre els noms nadius, i es va referir als Quiockohannocks al sud del James pel nom de Tappahannocks durant algun temps.
Després va ser capturat el capità John Smith al desembre de 1607, que va ser pres cap al nord a la capital rappahannock. Se li va dir que volien veure si ell era de la mateixa nació que els havia atacat alguns anys abans (possiblement espanyols). No obstant això, van determinar que no ho era. En 1608 Smith va tornar amb els rappahannock i va fer de mitjancer en baralla entre ells i els seus veïns, els Moraughticunds.
Els rappahannock rares vegades apareixien en els primers registres anglesos. Els colons els van atacar en 1623 en represàlia per la Gran Massacre de 1622. Quan es va desencadenar la Segona Guerra Anglo-Powhatan de 1644 a 1645 els colons semblen haver vist els rappahannock com a independents i al marge del conflicte, i no els atacaren.
A la dècada de 1650, quan els colons van començar a establir-se al llarg del riu, els rappahannock es van retirar de la riba sud; el seu weroance Accopatough va cedir la terra a l'est de Totuskey Creek als colons abans de morir a l'abril de 1651. El seu successor Taweeren va confirmar el fet al maig. La seva principal ciutat en 1652 era a dos quilòmetres de Cat Point Creek. Pel 1653 els anglesos es mogueren a la regió en tal nombre, que la colònia els assignà una terra reservada. També es van comprometre a construir a Taweeren una casa d'estil anglès.
Les disputes entre els dos grups van continuar. El novembre de 1654, els colons van visitar la tribu per exigir la restitució dels danys, però es va produir una baralla en la que Taweeren va ser assassinat. Les disputes frontereres van continuar amb el seu successor Wachicopa. En 1662, la colònia de Virgínia fixà els límits rappahannock a Cat Point Creek a l'oest i Totuskey Creek a l'est. Els rappahannock van renunciar a tractar de defensar la seva pàtria i es va allunyar; pel 1669 ja estaven instal·lats a la capçalera del riu Mattaponi amb 30 arquers (i probablement al voltant de 100 persones en total).
En 1677 els rappahannock es va unir a la renovada Confederació Powhatan de Cockacoeske, però es van separar de nou en 1678. En 1684, la tribu comptava només 70 membress, que es troba a la cresta entre els rius Mattaponi i Rappahannock. La colònia de Virgínia els va ordenar a fusionar-se amb els Portobago al Rappahannock superior (Comtat d'Essex (Virgínia), suposadament per protegir-se de les incursions iroqueses de la Nació Seneca. Els seneca havien envaït l'àrea des de la seva base a l'oest de l'actual Nova York.
Els descendents dels rappahannock van continuar vivint allà. Els nanzatico (Nantaughtacund) vivien a l'altre costat del riu d'ells, fins que el 1705 els anglesos deportaren els nanzatico a les Índies Occidentals.

### Segle XX
La Tribu Rappahannock d'avui consta d'uns pocs centenars de descendents de les tribus aliades algonquines Rappahannock, Morattico (Maraughtacund), Portobacco, i doeg, que es van fusionar a finals del segle xvii. La majoria viu als comtats d'Essex, Caroline i King and Queen.
Els rappahanock incorporaren un govern tribal el 1921 per obtenir el reconeixement estatal; el seu primer cap va ser George Nelson. L'estat de Virgínia va reconèixer oficialment la tribu el gener de 1983. El 1998, van escollir G. Anne Richardson, el primer cap dona a Virgínia des del segle xviii. Juntament amb les sis tribus de Virginia sense reserves, els Rappahannock estan treballant per adquirir el reconeixement federal.

## Etnobotànica
Els rappahannock usen obtusifolium Pseudognaphalium, ssp obtusifolium per a una varietat d'usos. Prenen una infusió de les arrels per als calfreds, fumen una infusió de fulles seques o assequen les tiges en una canonada per l'asma, i masteguen les fulles per "diversió".

## Notables rappahannocks
- Mildred Loving